# Råde
Råde è un comune norvegese della contea di Østfold.